# Júdásfa
A júdásfa (Cercis) a hüvelyesek (Fabales) rendjébe, ezen belül a pillangósvirágúak (Fabaceae) családjába tartozó lepényfaformák (Caesalpinioideae) alcsaládjának a névadó nemzetsége.

## Származása, elterjedése
A júdásfa a Cercideae nemzetségcsoportban az a nemzetség, amelynek fajai nem a trópusi esőerdőkben, hanem az északi flórabirodalomban, a mérsékelt övben élnek — zömmel szubtrópusiak, de például a kanadai júdásfa (Cercis canadensis) Észak-Amerikában honos. Magyarországra (főleg parkokban, közterületekre) Dél-Európából telepítették be. A 20. század végén elkezdett kivadulni.

## Megjelenése, felépítése
Kis vagy közepes méretű fa. Levelei kerekded vese alakúak.
Lassan nyíló, apró, pirosas, illetve lilás virágai az idősebb (legalább második éves) ágakon és a törzsön is tömegesen jelennek meg. Hüvelytermése éretten megbarnul. Egyik legérdekesebb fafajta, aminél a kauliflória jelensége megjelenik. A virágok közvetlenül a törzsön jelennek meg sokszor beborítva a teljes törzsét.

## Életmódja, termőhelye
Lombhullató. Fiatal korában nagyon gyorsan nő; ennek üteme a növény mintegy tízéves korában lelassul. Tavasszal, még a lombfakadás előtt nyílik. A nagy humusztartalmú, nedves talajt kedveli. Teljes napon és félárnyékban is jól érzi magát.
Az átültetést idősebb korában megsínyli.

## Felhasználása
Több faját — főképpen a közönséges júdásfát (Cercis siliquastrum) — szép lombjáért és bőségesen fakadó virágzatáért dísznövénynek ültetik.

## Képek

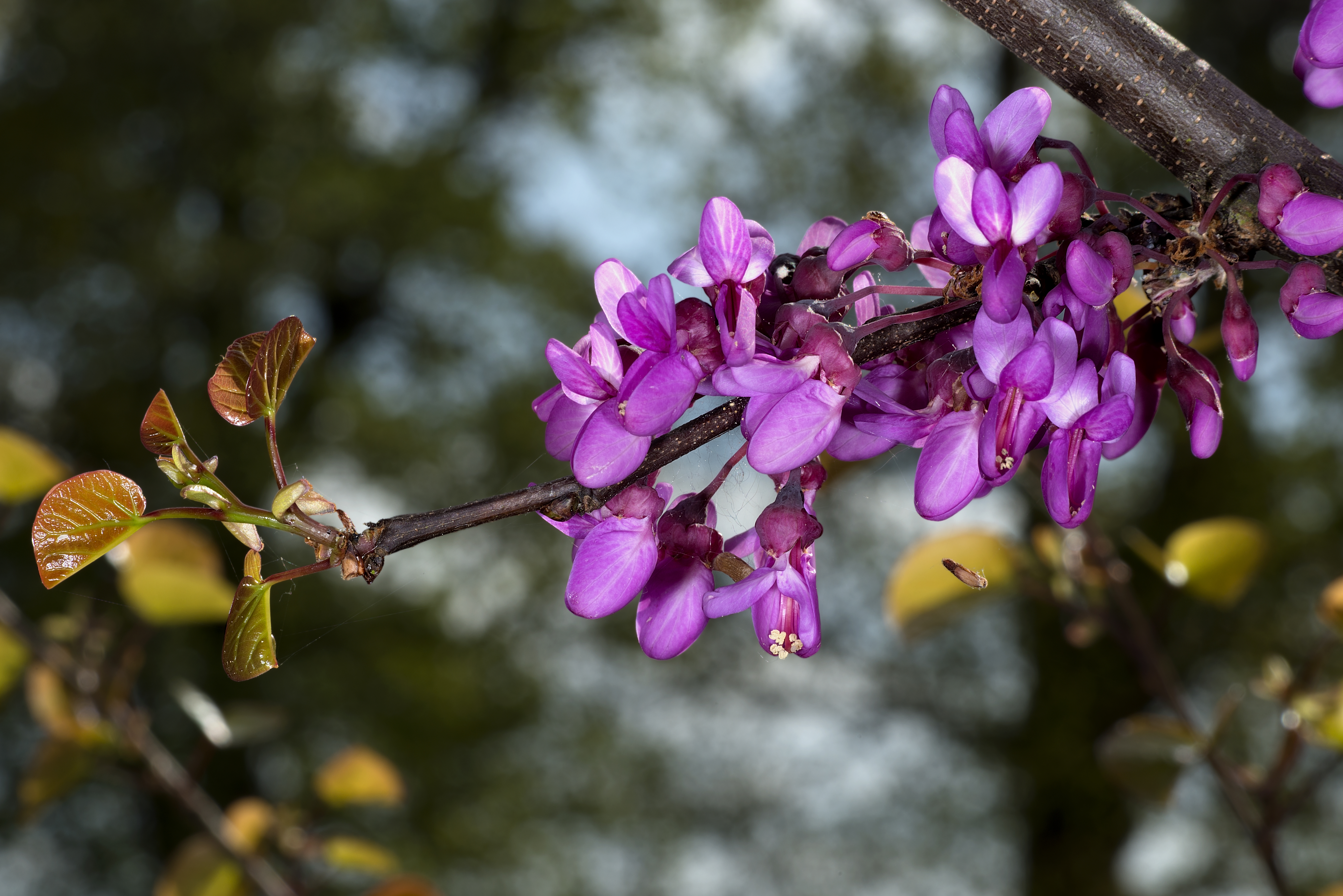
Júdásfa virága és levele
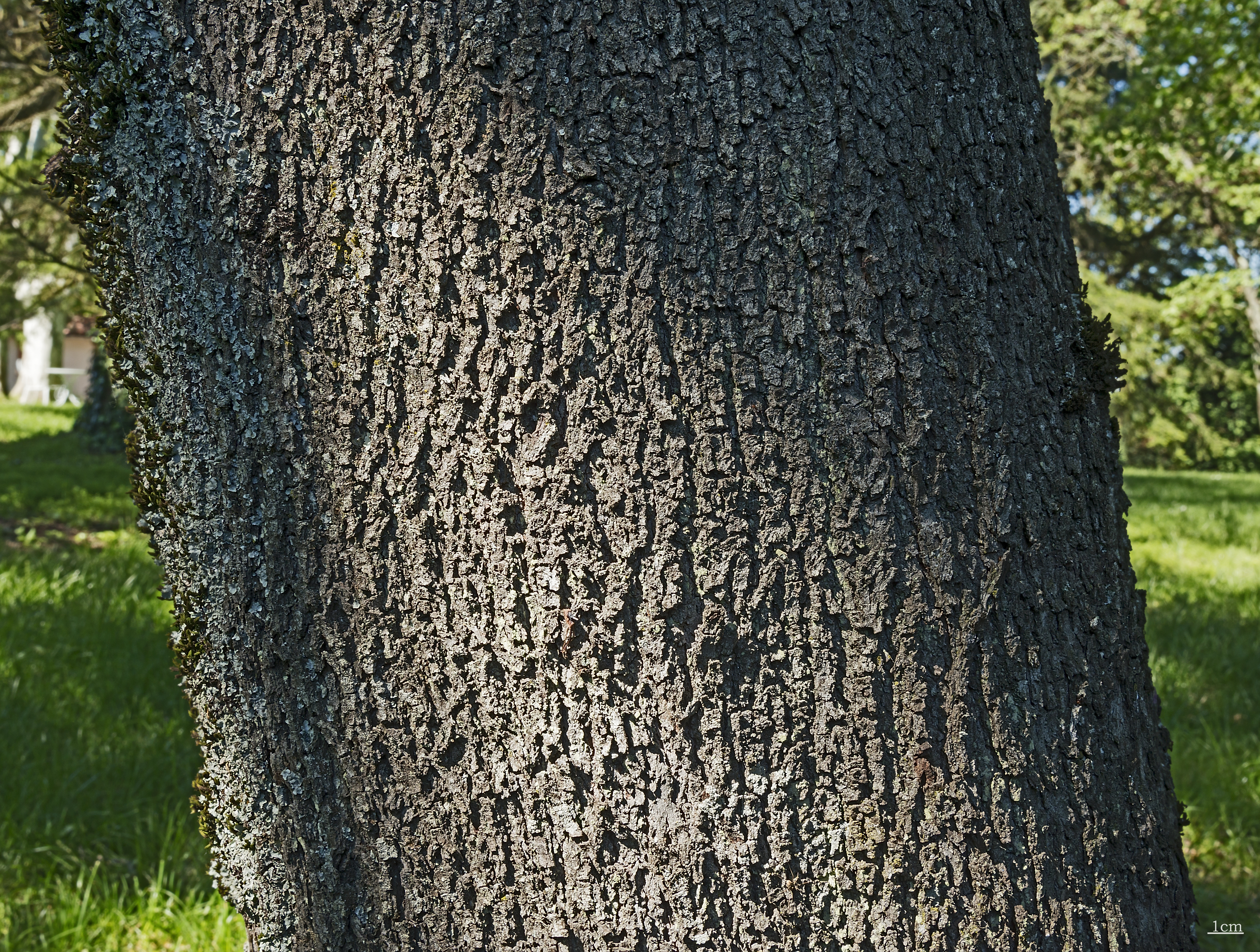
Júdásfa kérge